# 石原辰义
石原辰义（日语：／ Ishihara Tatsuyoshi，1964年3月24日—），日本男子短道速滑运动员。他曾代表日本参加1992年和1994年冬季奥林匹克运动会短道速度滑冰比赛，获得一枚铜牌。